# Universitatea din Leeds
Universitatea din Leeds (în engleză University of Leeds) situată în orașul Leeds, Regatul Unit, este una dintre cele mai mari universități britanice și una dintre cele mai populare printre candidați. În 2003, de exemplu, s-au înregistrat 52.444 noi candidați pe numai 7.228 de locuri.

## Așezare
Campusul principal se află la aproximativ 1,5 km la nord de centrul orașului Leeds, în regiunea West Yorkshire (nordul Angliei). Este ușor accesibil atât din centrul orașului (circa 15 minute de mers pe jos), cât și din cartierul Headingley (un cartier foarte popular printre studenți, mulți dintre ei locuind acolo). Intrarea principala în campus se află pe strada Woodhouse Lane (șoseaua naționala A660), pe lângă cladirea Parkinson Building (cunoscuta și ca Turnul Universității).
Pe lângă campusul principal, există și unele capusuri satelit, cum ar fi de exemplu cel din Wakefield sau Bretton Hall College din West Bretton.

## Istoric
Diversele instituții ce au devenit mai apoi parți ale universității au fost inițial fondate în cea de-a doua jumătate a secolului al XIX-lea ca răspuns la necesitățile de îmbunătățire a climatilui educațional și științific din zonă, în special în domeniul textil și în medicină. În 1904, printr-un decret al regelui Edward VII universitatea din Leeds a fost inființata ca instituție independentă, după ce în prealabil făcuse parte din Universitatea Federala Victoria ce avea campusuri în Leeds, Liverpool și Manchester. 
În august 2001, University of Leeds a fuzionat cu Bretton Hall College.

## În prezent
Universitatea se bucura de e excelentă reputație din punct de vedere didactic. În anul universitar 2004-2005 31.500 de studenți au fost înscriși la 700 de specialități universitare și 312 postuniversitare. Alți 52.000 de studenți au fost înscriși la diferite cursuri de scurtă durată din cadrul universității. Prestigiul universității în diverse domenii face ca la University of Leeds să studieze mai mulți studenți în litere și științe fizice decât oriunde altundeva în Regatul Unit. De asemenea și-a dezvoltat linii de studiu mai speciale si mai rar întâlnite, cum ar fi chimia culorilor (colour chemistry), știința focului (fire science) sau tehnologia aviației cu cursuri de pilotaj (aviation technology with pilot studies).
University of Leeds este de asemenea o universitate de vârf din punct de vedere științific, făcând parte din Russell Group of Universities, grupul celor mai importante universități britanice din punct de vedere științific. Universitatea primeste finanțare dintr-o serie de proiecte în colaborare cu sectorul privat și investește puternic în realizarea potențialului comercial al dezvoltării ei academice. University of Leeds atrage cel mai ridicat nivel de fonduri din industrie decât oricare altă universitate din Regatul Unit.

## Facilități
Biblioteca universității din Leeds se afla în 6 clădiri diferite și are peste 2,7 milioane de cărți și peste 9.400 reviste tipărite și în format electronic. Clădirile cele mai mari și importante sunt Brotherton Library (în Parkinson Building) și Edward Boyle Library (ambele în campusul principal).
Universitatea are peste 9.000 de PC, alături de peste 150 de calculatoare Sun și servere, 8 servere Sun de înalta performanță și 256 de supercalculatoare. 
Universitatea are 496 de hectare de pamânt, campusul principal ocupând 40 de hectare.

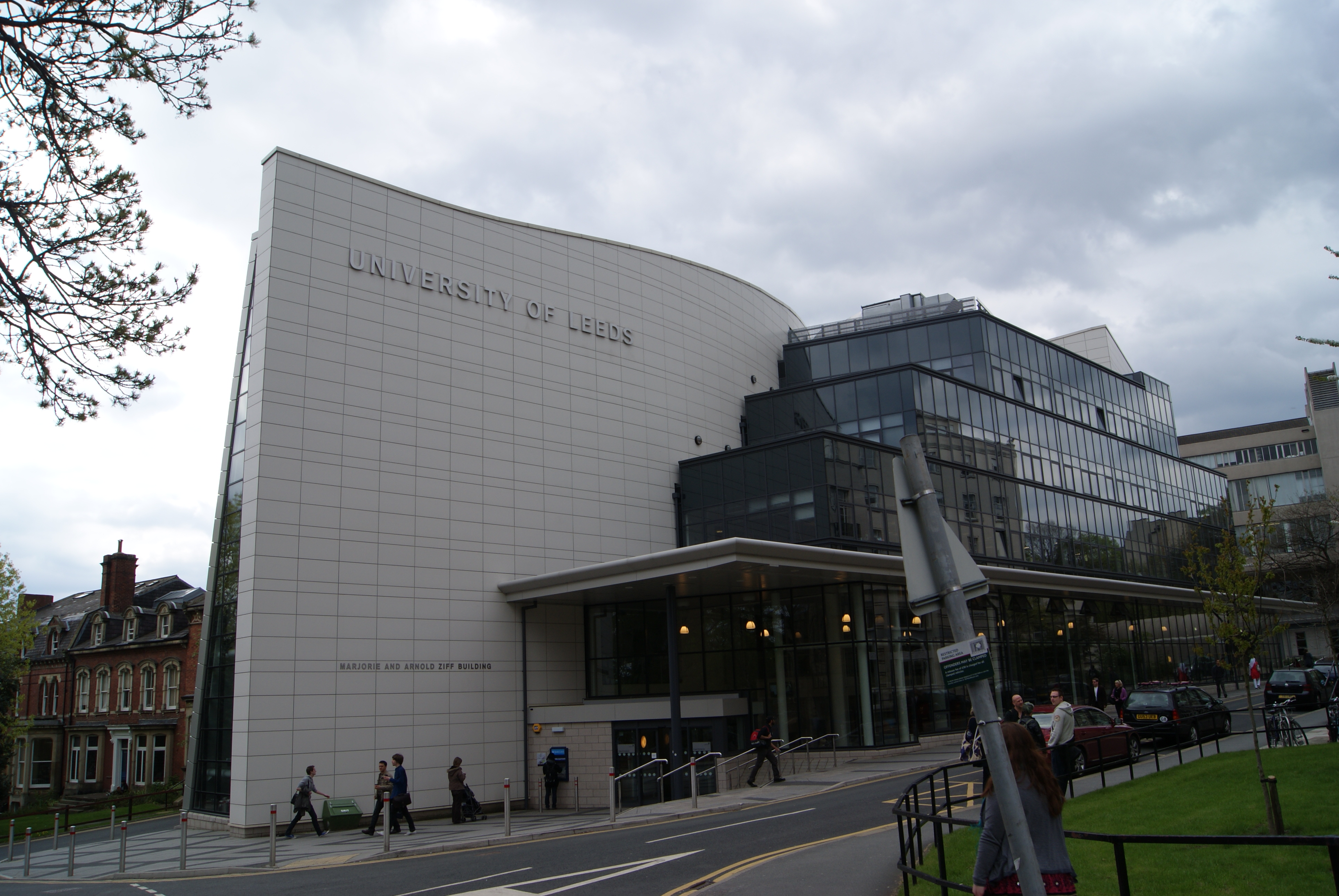
Marjorie and Arnold Ziff Building
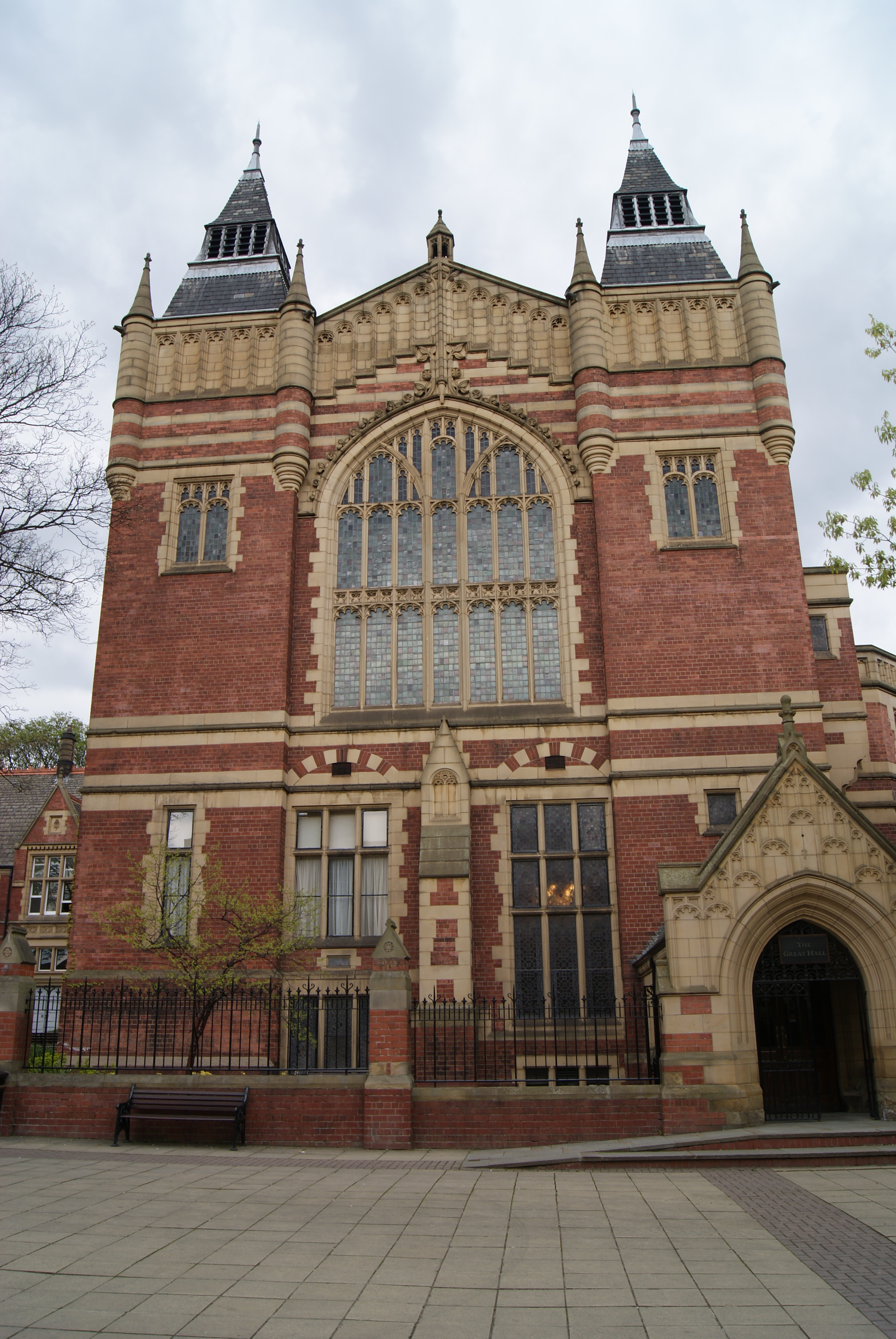
Great Hall
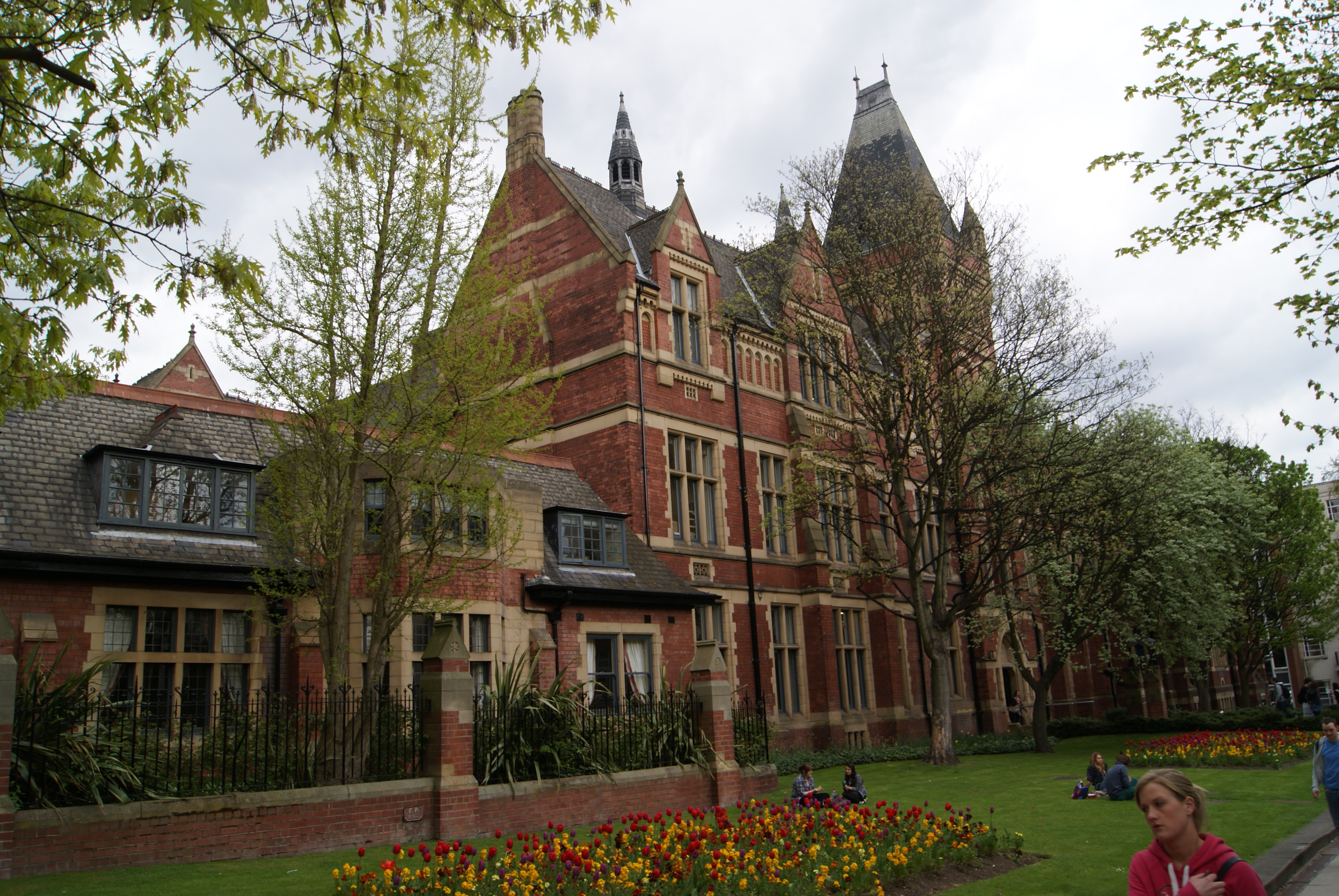
Baines Wing
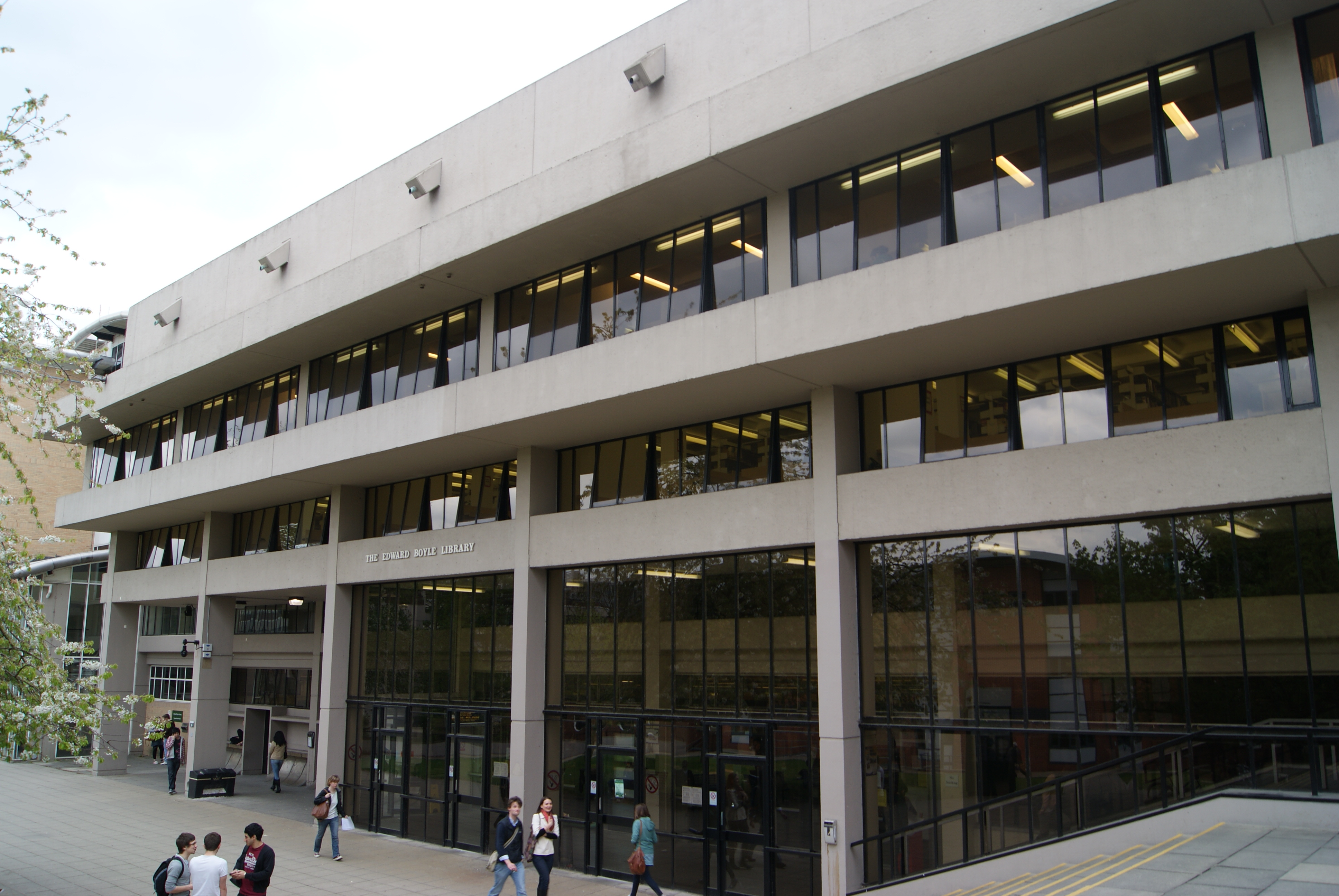
Edward Boyle Library
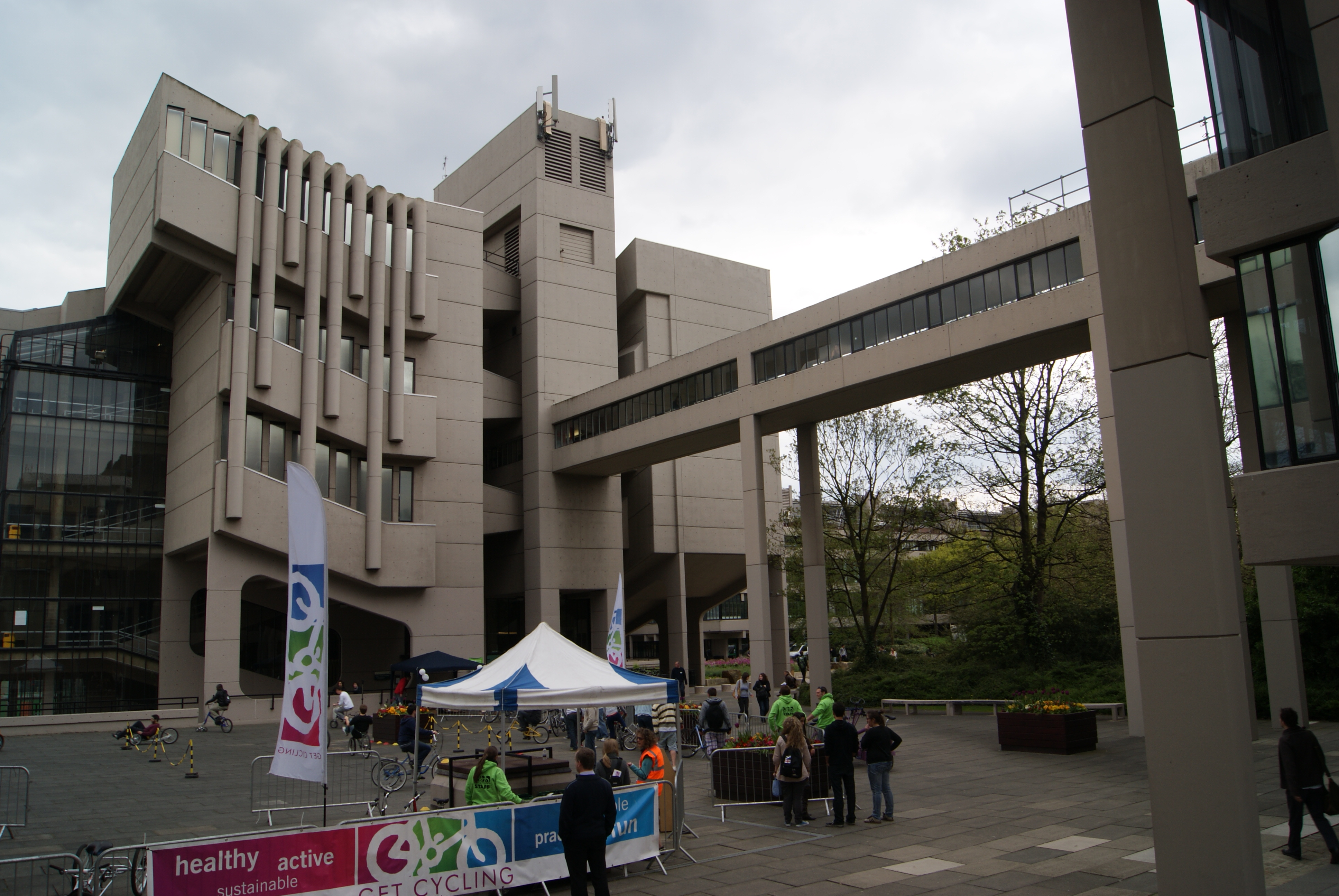
Roger Stevens Building
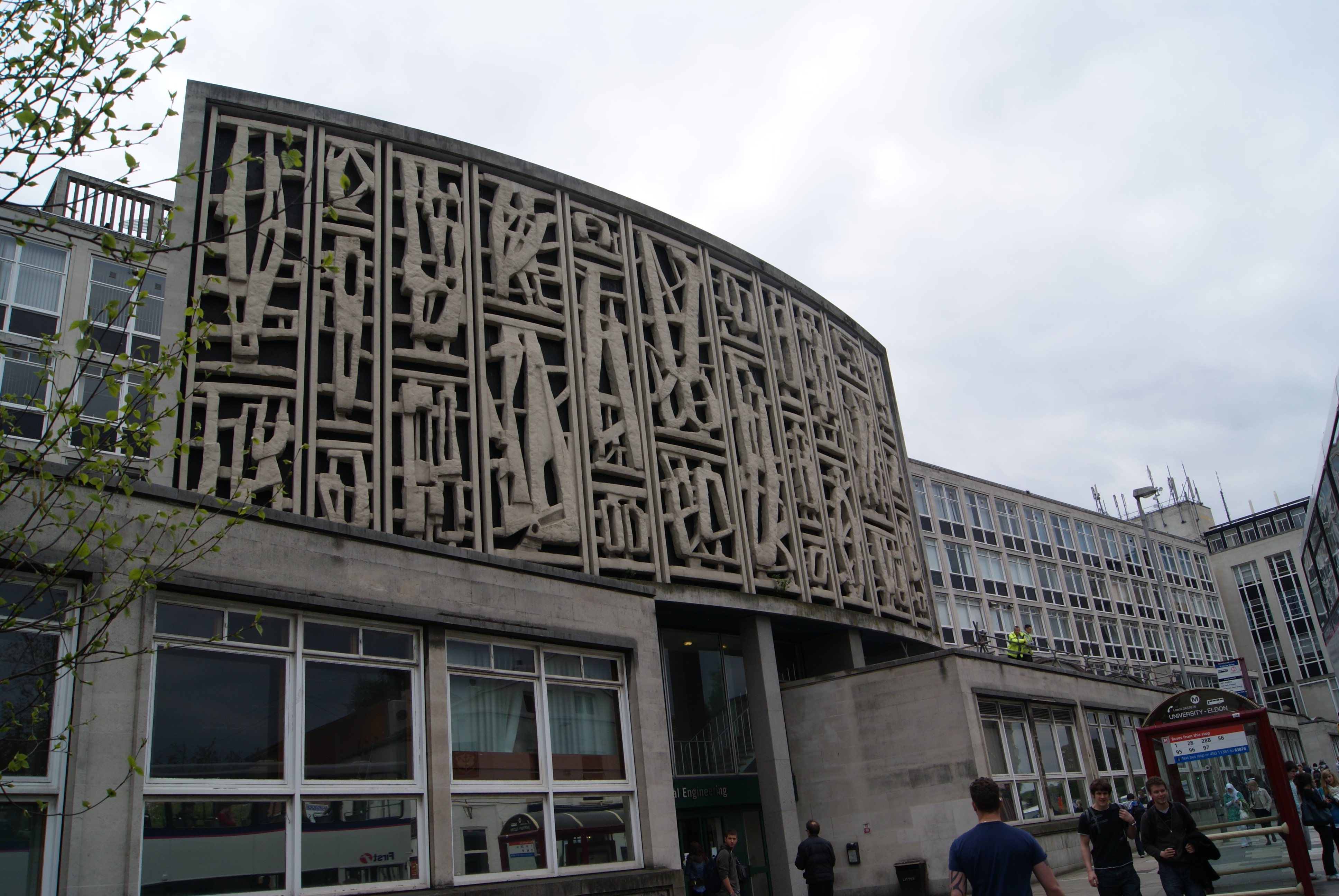
Mechanical Engineering building
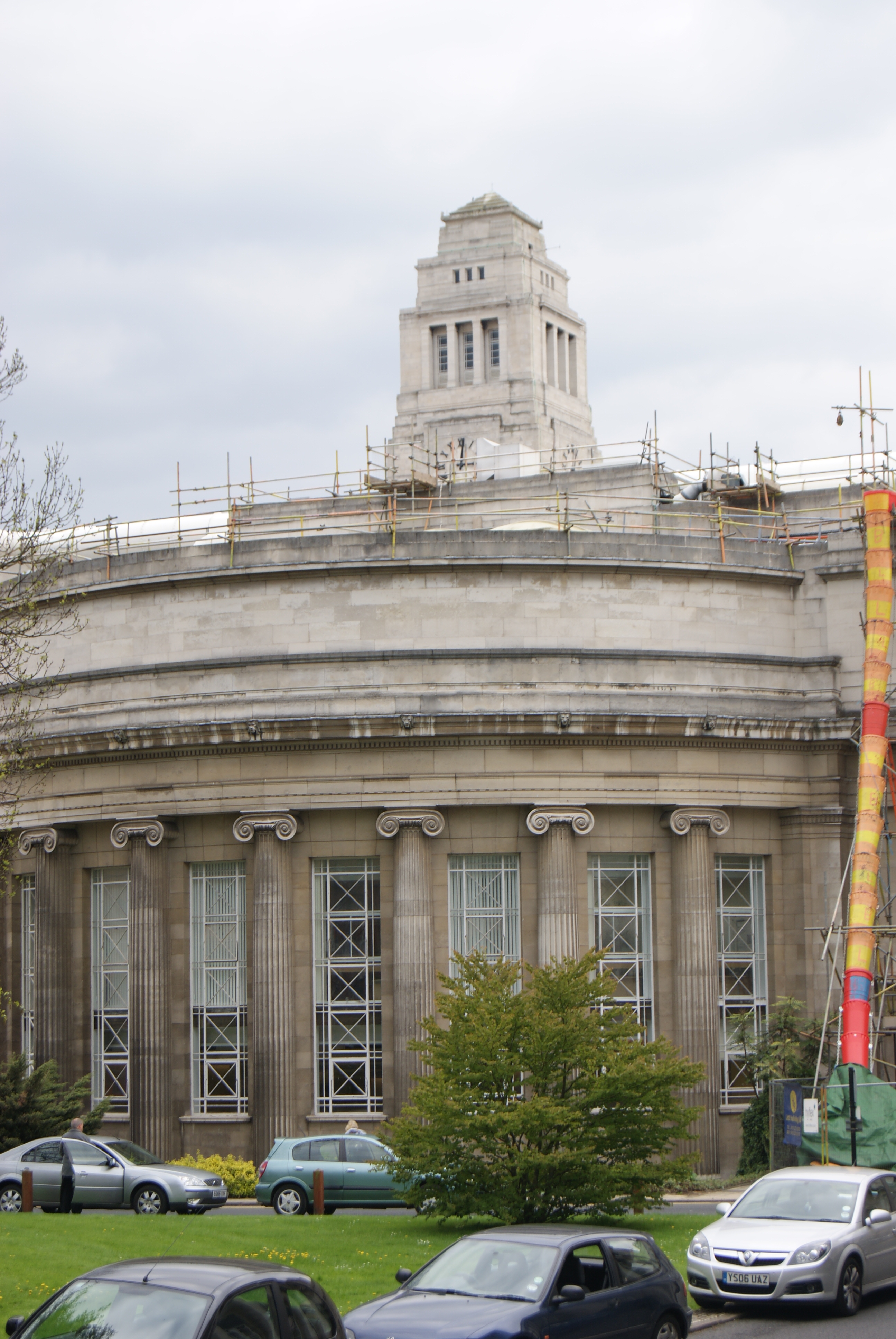
Chemistry building
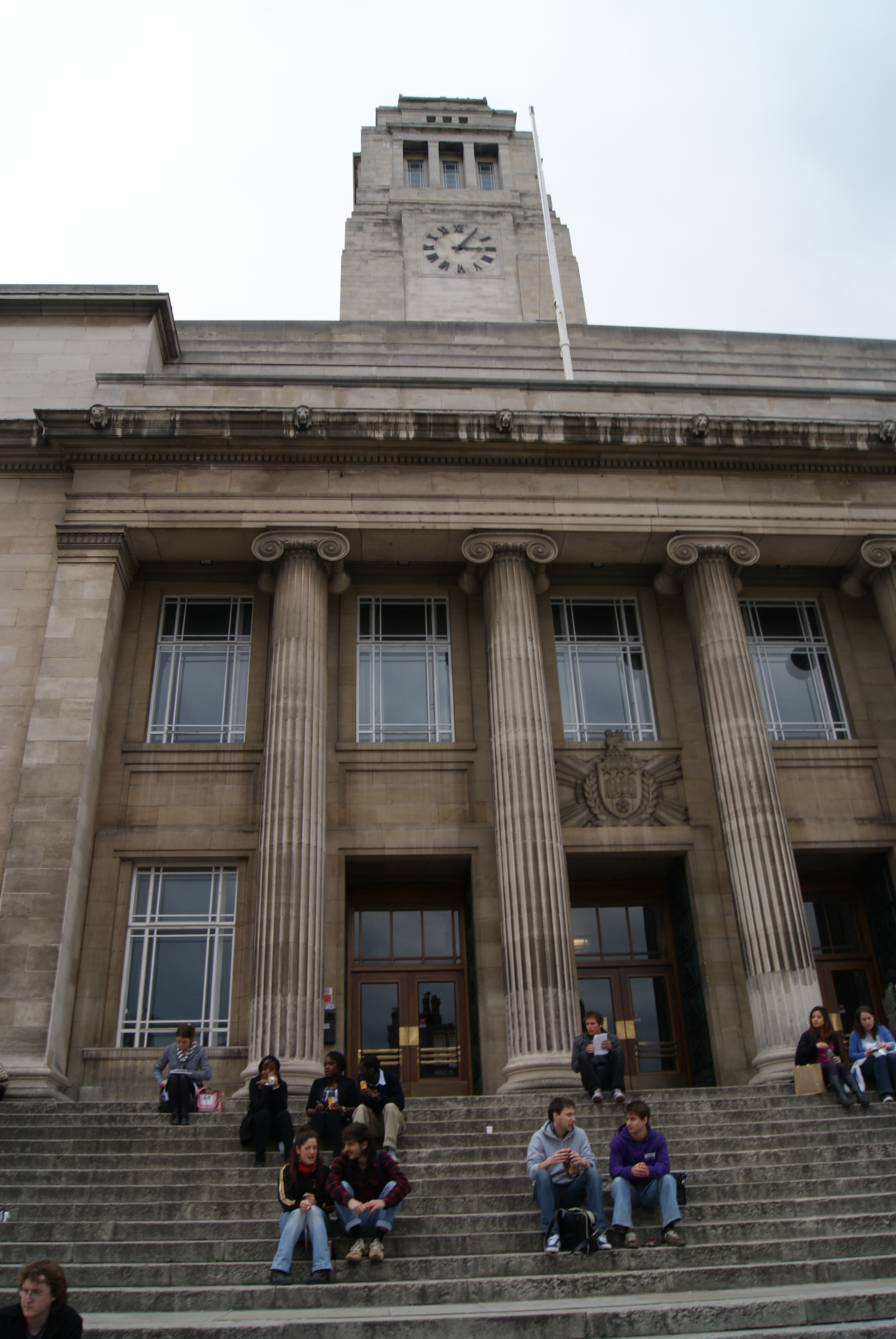
Parkinson Building

## Absolvenți faimoși
- Keir Starmer, Prim-ministru al Regatului Unit
- Mark Byford, director general la BBC (licențiat în Drept în 1979)
- Paul Dacre, editor la Daily Mail (Engleză, 1970)
- Nambaryn Enkhbayar, Președintele statului Mongolia (2005-)
- Dr Christopher Fay, Ordinul Imperiului Britanic (președintele comitetului pentru afaceri și mediu, director la Expro International și director la BAA și Anglo American, director executiv la Shell UK din 1993 până în 1998, a absolvit și apoi a făcut doctoratul in inginerie civilă (civil engineering).
- Storm Jameson, scriitor (Engleză, 1912; MA 1914)
- Professor V. Craig Jordan, Ordinul Imperiului Britanic (cercetare în cancerul de sân), licențiat și doctorat în farmacologie (pharmacology) în 1969 și 1972)
- Mark Knopfler, chitarist și cântăreț la Dire Straits (Engleză, 1973)
- George Porter, chimist și director al Royal Society (Chimie, 1941)
- Harold Shipman
- Clare Short, fost Secretary of State for International Development (Științe politice, 1969)
- Jack Straw, ministrul afacerilor externe (Foreign Secretary) (Drept, 1967)
- Mark Wood, Director la ITN News (Germană, 1974)